# Bowenia
Bowenia és un gènere de gimnospermes de la divisió Cycadophyta, que inclou dues espècies actuals i dues de fòssils. De vegades s'ubiquen dins la seva pròpia família Boweniaceae.
Estan restringides a Austràlia. Les dues espècies vives són de Queensland, on creixen en boscos tropicals càlids i humits o en vessants protegits prop de cursos d'aigua especialment en la terra baixa.
L'espècie fòssil Bowenia eocenica es troba en dipòsits de carbó de Victoria, Austràlia, i l'espècie Bowenia papillosa és a dipòsits de carbó de Nova Gal·les del Sud. Les dues fòssils són de l'Eocè.